# Herstal
Herstal (Waals: Hèsta) is een stad en gemeente in de Belgische provincie Luik (gewest Wallonië). De gemeente telt ruim 40.000 inwoners en fungeert in de praktijk als voorstad van Luik.

## Kernen

### Deelgemeenten
| # | Naam    | Opp. (km²) | Inwoners (2020) | Inwoners per km² | NIS-code |
| - | ------- | ---------- | --------------- | ---------------- | -------- |
| 1 | Herstal | 12,78      | 28.201          | 2.206            | 62051A   |
| 2 | Vottem  | 4,39       | 7.477           | 1.701            | 62051B   |
| 3 | Liers   | 2,51       | 1.977           | 786              | 62051C   |
| 4 | Milmort | 3,51       | 2.502           | 714              | 62051D   |

## Etymologie
De plaats wordt in de achtste eeuw vermeld, als Cheristalius of Haristalio. Deze naam is van Frankische oorsprong, meer specifiek vroeg Middelfrankisch. De naam bestaat uit de woorden hari (leger, cf. heer) en stal (plaats, rustplaats), oftewel 'rustplaats van het leger'.

## Geschiedenis
De omgeving van Herstal werd reeds bevolkt door mensen van de Bandkeramische cultuur (7000-4500 v.Chr.). Ook overblijfselen uit de Urnenveldencultuur (7e en 6e eeuw v.Chr.) en de La Tène-periode (450-50 v.Chr.) werden aangetroffen.
De Romeinse periode liet haar sporen na: heerbanen, overblijfselen van villa's en een tumulus, en mogelijk een brug. Op het eind van de 3e eeuw n.Chr. begon de wijnbouw zich in deze streek te ontwikkelen, die pas in de 19e eeuw, mede door de industrialisatie van de streek, tot een einde kwam.
Herstal was een belangrijke bezitting van de Pepiniden en hun opvolgers de Karolingen genoemd. Pepijn II van Herstal zou hier zijn geboren omstreeks 635.
In de Frankische tijd werd een Karolingisch paleis gebouwd. Van 1096 tot 1740 was Herstal een vrije rijksheerlijkheid. In 1740 werd deze heerlijkheid gekocht door de Prinsbisschop van Luik, en maakte sindsdien deel uit van het Prinsbisdom Luik.
De economie werd gestimuleerd doordat Herstal een stopplaats voor schippers op weg naar Luik was. Vanaf de 13e eeuw kwam de steenkoolwinning op, en ook veel brouwerijen ontstonden langs de Maas. De kleinschalige steenkoolwinning werd geleidelijk aan meer geconcentreerd, teneinde investeringen te kunnen doen zoals de installatie van pompen om het water uit de groeven en mijnen te verwijderen. Andere ambachten die tot bloei kwamen waren de fabricage van sieraden en die van wapens. De landbouw omvatte graanteelt, wijnbouw, fruitteelt en hopteelt. Daarnaast speelde de visserij een belangrijke rol. Waterkracht leverde de energie voor tal van korenmolens.
Bij de onafhankelijkheid van België vermeldde geograaf Philippe Vandermaelen voor deze stad veel details over de metaalnijverheid en mijnbouw. Er waren 6032 inwoners. De inventaris omvat verder details over de natuurlijke omgeving, bodems en landbouwproductie (m.i.v. wijnbouw). Ook het wegennetwerk van toen is beschreven. De omschrijving door Vandermaelen geeft een interessante inkijk in het dagelijkse leven rond 1830.
De 19e eeuw liet industriële ontwikkeling zien. Herstal werd een belangrijke zetel van de wapenindustrie. Het achterland werd gekenmerkt door steenkoolmijnbouw. In de jaren '60 en '70 van de 20e eeuw verdween de mijnbouw, na een eeuwenlange geschiedenis, geheel.

## Economie

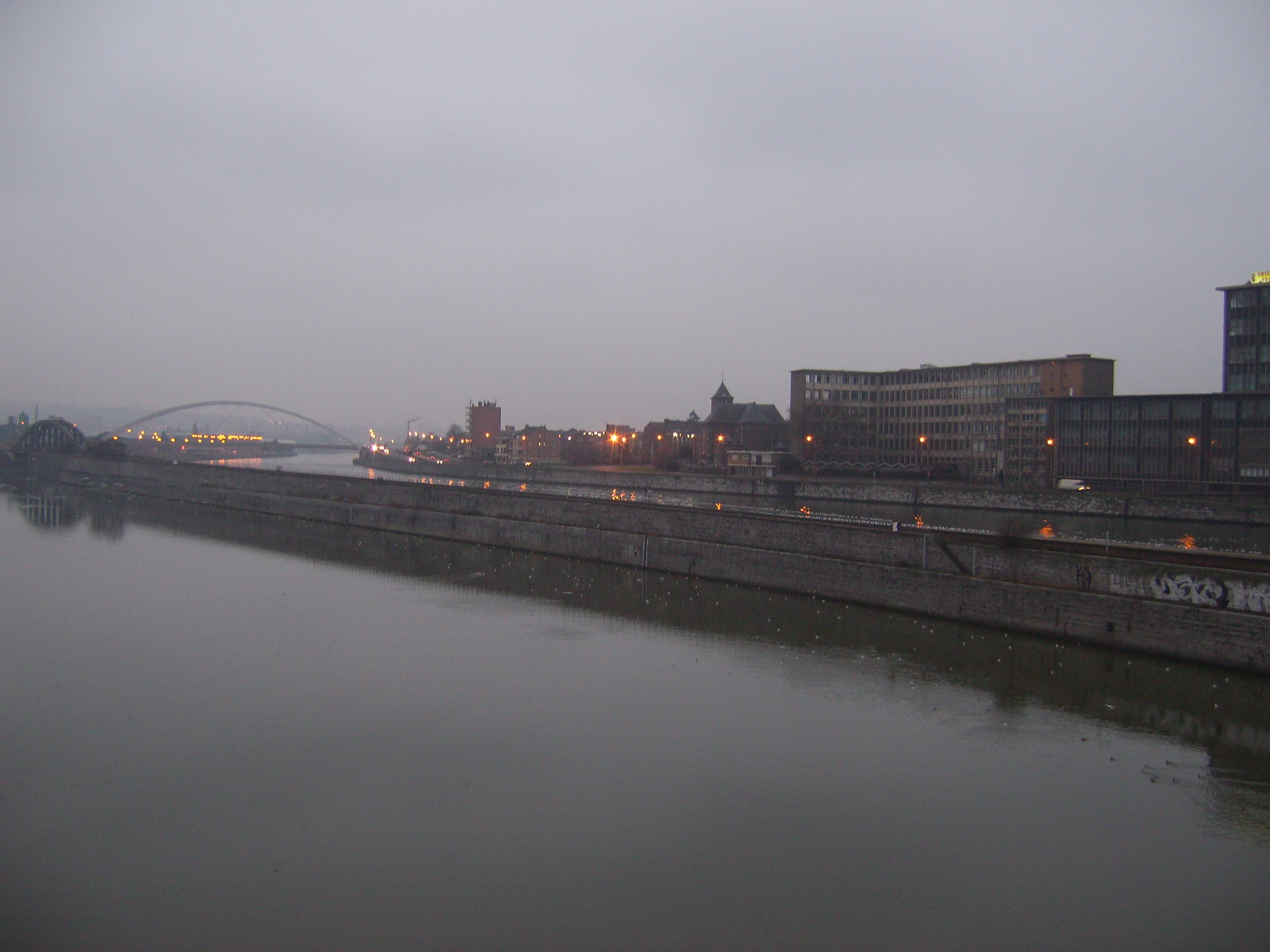
Herstal

In Herstal begint het Albertkanaal, tegenover het eiland Monsin, dat tussen het Albertkanaal en de Maas is gesitueerd en waar zich havens en industrie bevinden. Herstal is verstedelijkt, en heeft steenkoolmijnbouw gekend die in de jaren '60 van de 20e eeuw verdwenen is, al zijn enkele terrils nog aanwezig.
De Belgische wapenproducent FN is in de gemeente Herstal gevestigd. Vroeger was hier nog veel meer (wapen)industrie.
In het noorden van de gemeente, aan de snelwegen E40 en E313 en direct ten noorden van het knooppunt Hauts-Sarts, ligt het bedrijventerrein Les Hauts-Sarts dat ongeveer 450 hectare beslaat. Er zijn 289 ondernemingen gevestigd die 7824 personen tewerkstellen (cijfers op 30/06/2008).

## Bezienswaardigheden
- De Pepijntoren (Tour Pépin), 16e-eeuws huis aan Place Licourt 13.
- Het stadsmuseum (Musée communal) is gevestigd in het Maison de Lovinfosse uit 1664, een typisch gebouw in de stijl van de Maaslandse renaissance. Het museum bevat archeologische vondsten uit de prehistorie en Gallo-Romeinse tijd, Frankische grafvondsten, Karolingische voorwerpen en lokale industriële producten (waaronder FN-wapens).
- Het Motorium Saroléa is een museum gevestigd in de voormalige motorenfabriek Saroléa, waar van 1900 tot 1960 diverse motorfietsen werden geproduceerd.
- Ten noorden van Herstal ligt het laat-19e-eeuwse fort Pontisse als onderdeel van de fortengordel rond Luik.
- De Pont de Wandre, een brug over de Maas die Herstal met Wandre verbindt en geopend werd in 1989.
- Het arboretum van Herstal.

### Kerken
- De Sint-Oremuskapel is een goed bewaard romaans kerkje uit de 11e eeuw.
- De Onze-Lieve Vrouwekerk
- De Sint-Lambertuskerk
- De Kerk van de Onbevlekte Ontvangenis te La Préalle
- De Maagd der Armenkerk
- De Onze-Lieve-Vrouw van Bijstandkerk te Pontisse

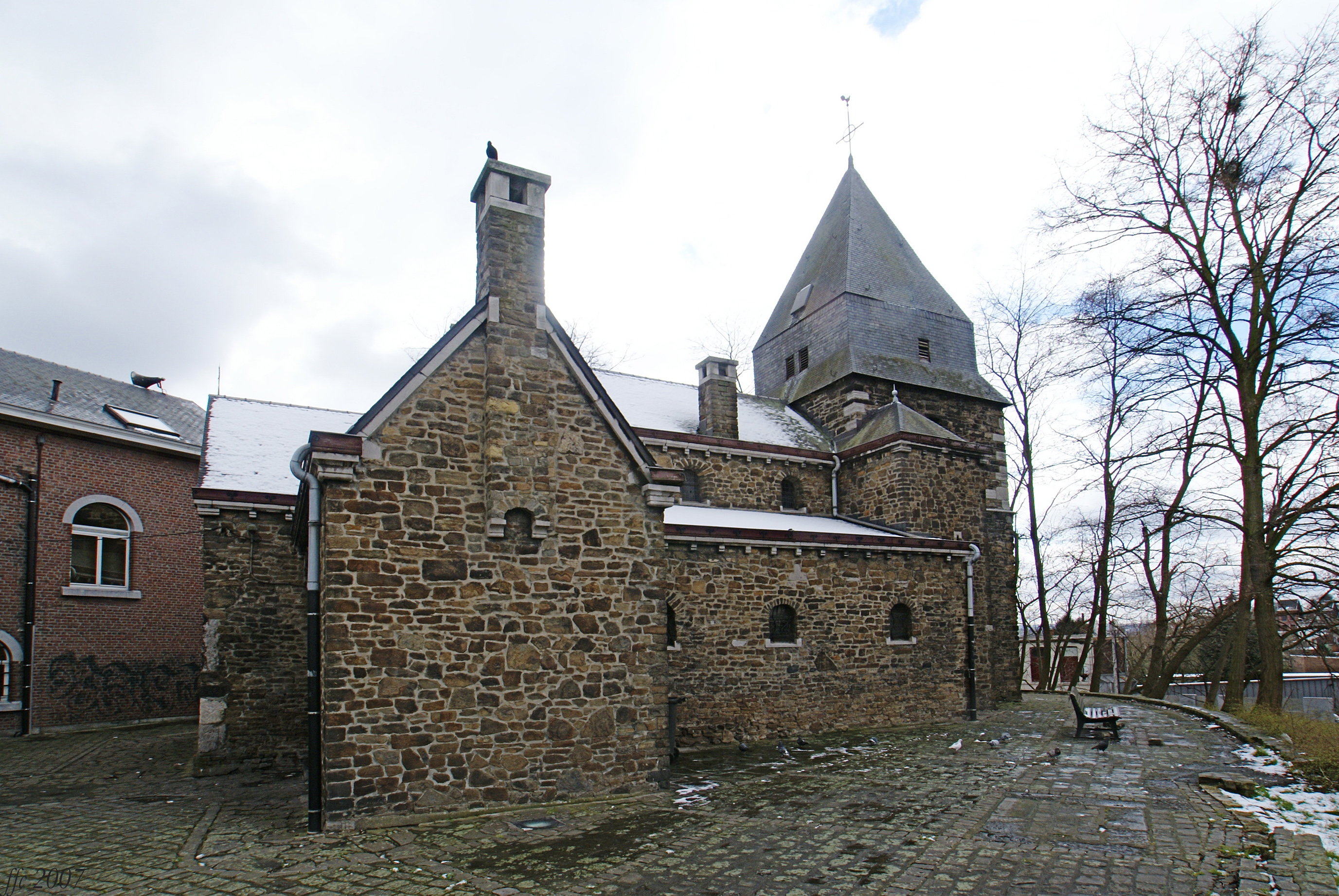
St-Oremuskapel (11e eeuw)
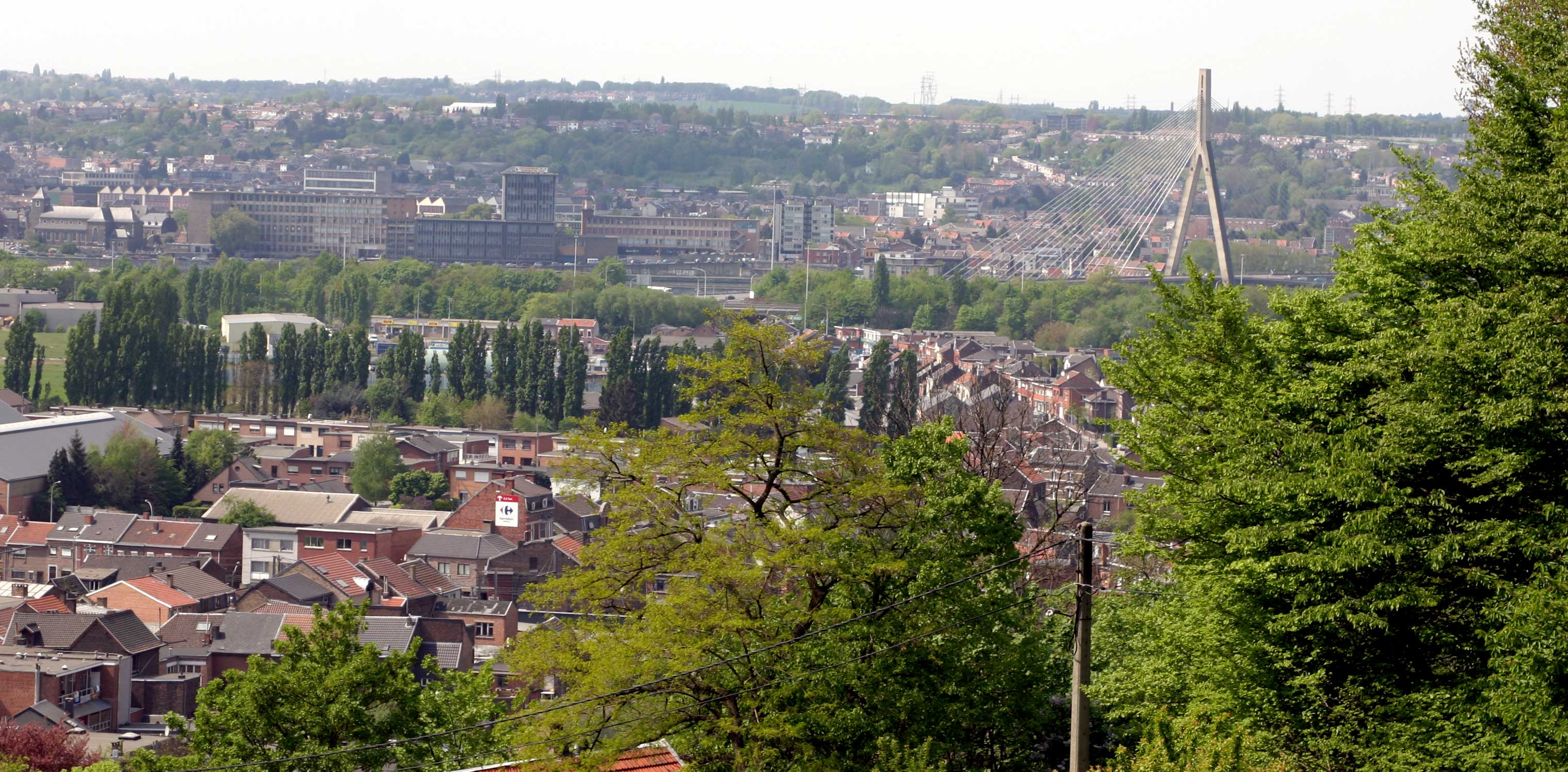
Panorama van Herstal
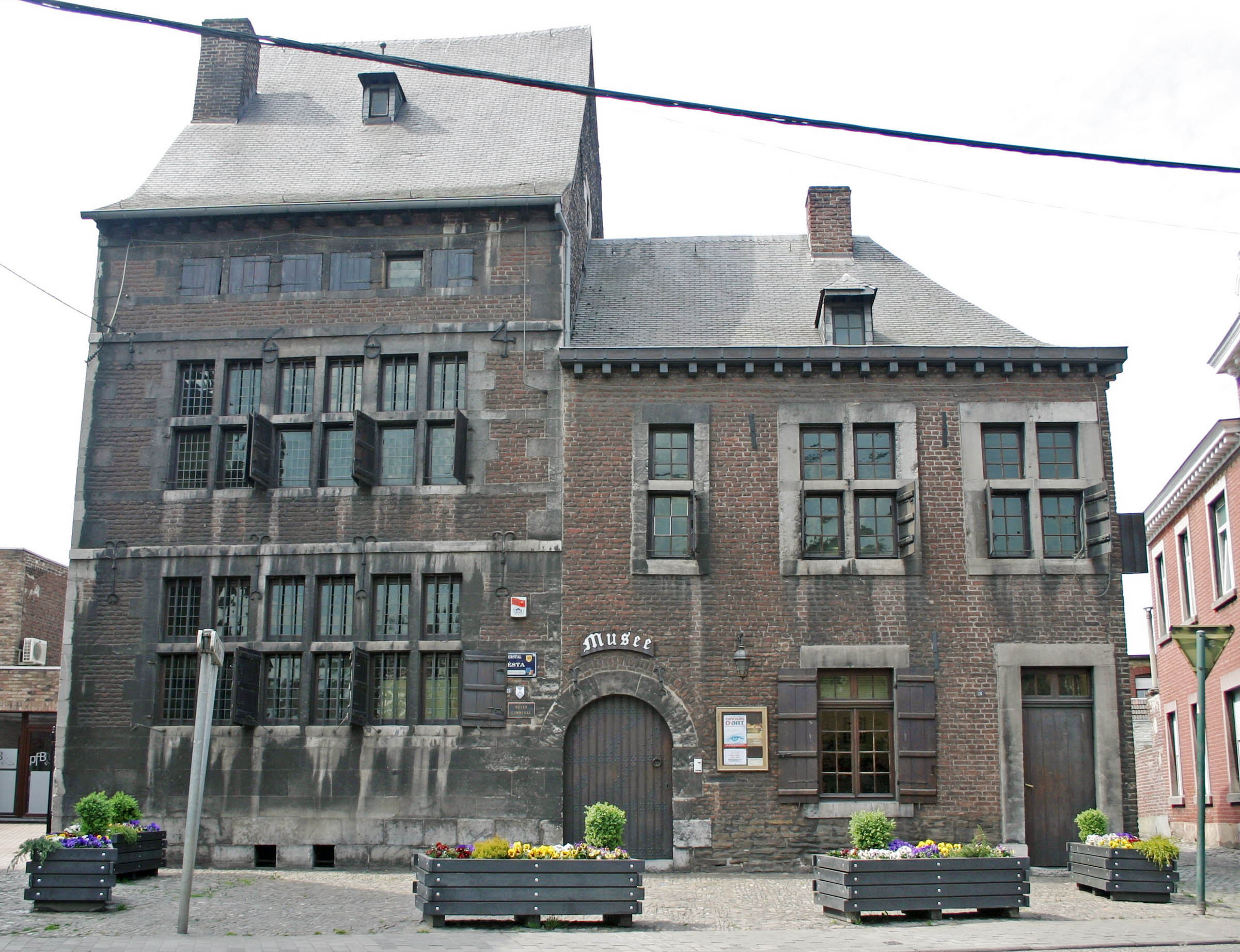
Stadsmuseum
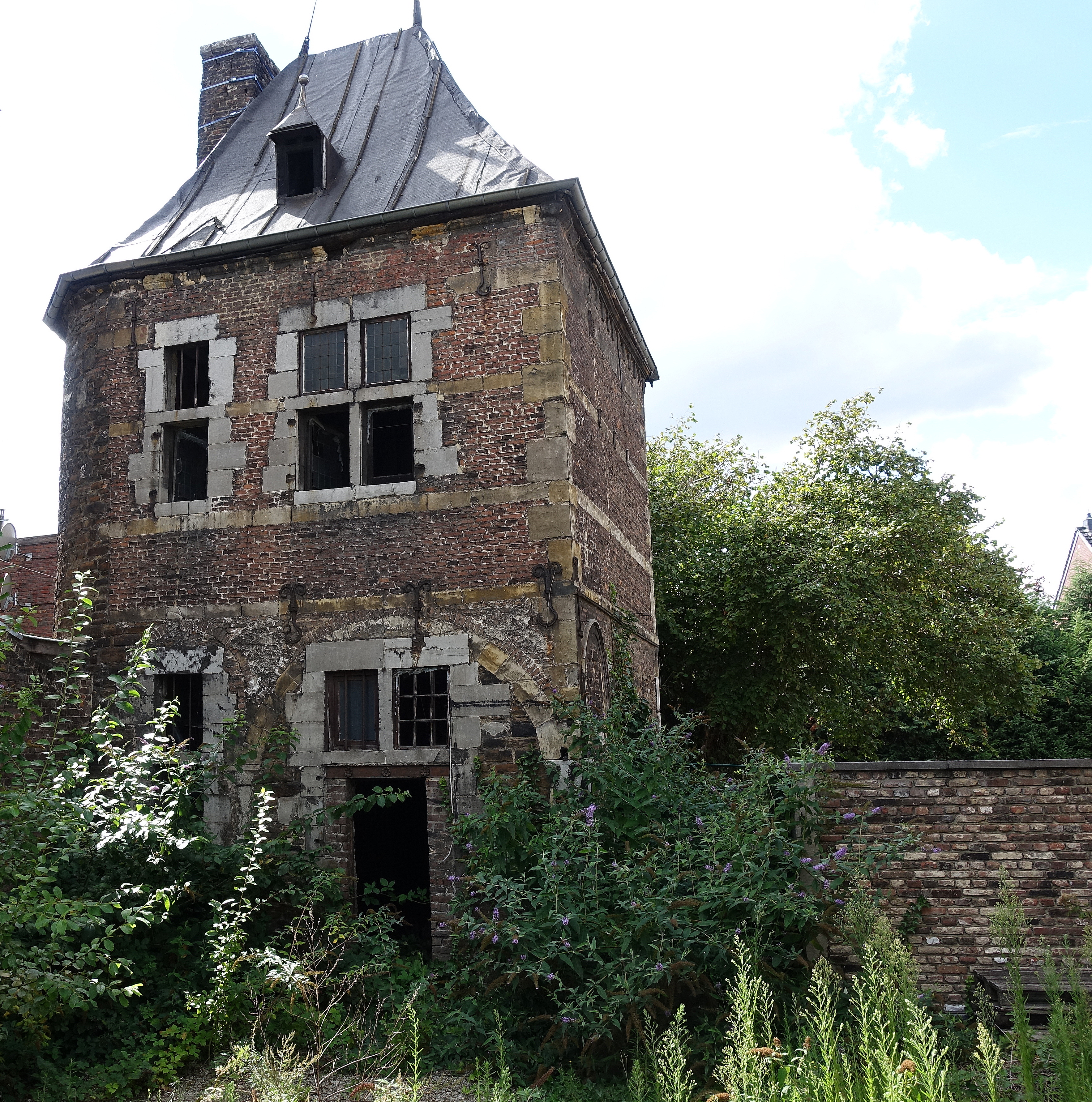
Pepijntoren
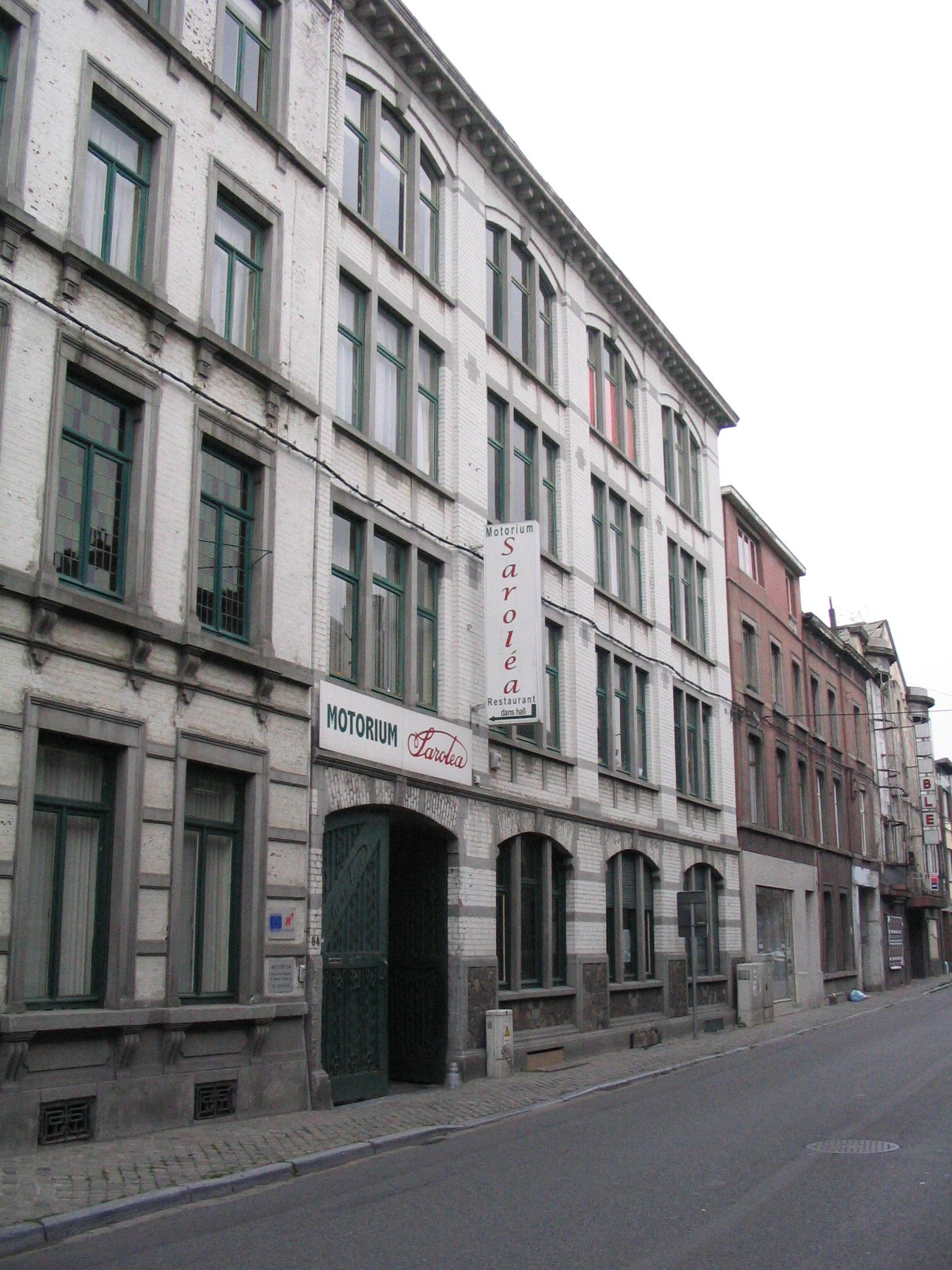
Saroléa Museum

Zie ook
- Lijst van beschermd erfgoed in Herstal

## Natuur en landschap
De stad ligt in het laagterras van de Maas, op een hoogte van ongeveer 70 meter. Naar het westen toe neemt de hoogte toe tot 145 meter, en is men in Haspengouw. In het noorden wordt Herstal begrensd door de autoweg A3. De Spoorlijn 34 doorsnijdt Herstal.

## Demografische ontwikkeling

### Demografische evolutie voor de fusie
- Bron:NIS - Opm:1831 t/m 1970=volkstellingen op 31 december

### Demografische ontwikkeling van de fusiegemeente
Alle historische gegevens hebben betrekking op de huidige gemeente, inclusief deelgemeenten, zoals ontstaan na de fusie van 1 januari 1977.
- Bronnen:NIS, Opm:1831 tot en met 1981=volkstellingen; 1990 en later= inwonertal op 1 januari

| Inwoners van jaar tot jaar op 1 januari 1992 tot heden | Inwoners van jaar tot jaar op 1 januari 1992 tot heden | Inwoners van jaar tot jaar op 1 januari 1992 tot heden |
| jaar                                                   | Aantal                                                 | Evolutie: 1992=index 100                               |
| ------------------------------------------------------ | ------------------------------------------------------ | ------------------------------------------------------ |
| 1992                                                   | 36.514                                                 | 100,0                                                  |
| 1993                                                   | 36.611                                                 | 100,3                                                  |
| 1994                                                   | 36.932                                                 | 101,1                                                  |
| 1995                                                   | 36.841                                                 | 100,9                                                  |
| 1996                                                   | 36.565                                                 | 100,1                                                  |
| 1997                                                   | 36.626                                                 | 100,3                                                  |
| 1998                                                   | 36.501                                                 | 100,0                                                  |
| 1999                                                   | 36.296                                                 | 99,4                                                   |
| 2000                                                   | 36.292                                                 | 99,4                                                   |
| 2001                                                   | 36.370                                                 | 99,6                                                   |
| 2002                                                   | 36.359                                                 | 99,6                                                   |
| 2003                                                   | 36.413                                                 | 99,7                                                   |
| 2004                                                   | 36.549                                                 | 100,1                                                  |
| 2005                                                   | 36.832                                                 | 100,9                                                  |
| 2006                                                   | 37.319                                                 | 102,2                                                  |
| 2007                                                   | 37.720                                                 | 103,3                                                  |
| 2008                                                   | 37.683                                                 | 103,2                                                  |
| 2009                                                   | 38.115                                                 | 104,4                                                  |
| 2010                                                   | 38.219                                                 | 104,7                                                  |
| 2011                                                   | 38.355                                                 | 105,0                                                  |
| 2012                                                   | 38.722                                                 | 106,2                                                  |
| 2013                                                   | 38.997                                                 | 106,8                                                  |
| 2014                                                   | 39.003                                                 | 106,8                                                  |
| 2015                                                   | 39.365                                                 | 107,8                                                  |
| 2016                                                   | 38.617                                                 | 108,5                                                  |
| 2017                                                   | 39.744                                                 | 108,8                                                  |
| 2018                                                   | 38.997                                                 | 109,4                                                  |
| 2019                                                   | 39.989                                                 | 109,5                                                  |
| 2020                                                   | 40.190                                                 | 110,1                                                  |
| 2021                                                   | 40.157                                                 | 110,0                                                  |
| 2022                                                   | 40.481                                                 | 110,9                                                  |
| 2023                                                   | 40.666                                                 | 111,4                                                  |
| 2024                                                   | 40.814                                                 | 111,8                                                  |
| 2025                                                   | 40.834                                                 | 111,8                                                  |

## Bestuur en politiek

### Resultaten gemeenteraadsverkiezingen sinds 1976
| Partij               | Partij                      | 10-10-1976 | 10-10-1976 | 10-10-1982 | 10-10-1982 | 9-10-1988 | 9-10-1988 | 9-10-1994 | 9-10-1994 | 8-10-2000 | 8-10-2000 | 8-10-2006 | 8-10-2006 | 14-10-2012 | 14-10-2012 | 14-10-2018 | 14-10-2018 | 13-10-2024 | 13-10-2024 |
| Stemmen / Zetels     | Stemmen / Zetels            | %          | 35         | %          | 33         | %         | 33        | %         | 33        | %         | 33        | %         | 33        | %          | 33         | %          | 33         | %          | 35         |
| -------------------- | --------------------------- | ---------- | ---------- | ---------- | ---------- | --------- | --------- | --------- | --------- | --------- | --------- | --------- | --------- | ---------- | ---------- | ---------- | ---------- | ---------- | ---------- |
|                      | PS1 / PS-H2                 | 58,521     | 26         | 46,411     | 18         | 47,531    | 18        | 56,291    | 23        | 51,981    | 21        | 50,861    | 20        | 51,061     | 20         | 49,012     | 19         | 47,782     | 17         |
|                      | ECOLO1 / Vert Herstal2      | -          |            | 6,821      | 1          | 8,351     | 2         | 6,881     | 2         | 8,931     | 2         | 6,621     | 1         | 6,51       | 1          | 9,202      | 2          | -          |            |
|                      | PTB1 / PTB+2                | 0,341      | 0          | -          |            | 1,661     | 0         | 2,431     | 0         | 7,221     | 2         | 9,392     | 2         | 13,992     | 4          | 24,991     | 9          | 31,291     | 11         |
|                      | PRL-MCC1 / MR2              | -          |            | -          |            | -         |           | -         |           | 10,891    | 3         | 14,142    | 4         | 11,682     | 4          | 8,912      | 2          | 20,922     | 7          |
|                      | PP                          | -          |            | -          |            | -         |           | -         |           | -         |           | -         |           | -          |            | 5,18       | 1          | -          |            |
|                      | PSC1 / EPH Ensemble2 / EPH3 | 19,441     | 7          | -          |            | -         |           | 16,361    | 6         | 16,441    | 5         | 18,992    | 6         | 13,723     | 4          | -          |            | -          |            |
|                      | PCB1 / PC2                  | 7,711      | 2          | 5,161      | 1          | 2,712     | 0         | 1,612     | 0         | 1,532     | 0         | -         |           | -          |            | -          |            | -          |            |
|                      | ICH                         | -          |            | 21,03      | 8          | -         |           | 5,8       | 1         | -         |           | -         |           | -          |            | -          |            | -          |            |
|                      | AGIR                        | -          |            | -          |            | -         |           | 6,54      | 1         | -         |           | -         |           | -          |            | -          |            | -          |            |
|                      | RAB                         | -          |            | -          |            | 37,49     | 13        | -         |           | -         |           | -         |           | -          |            | -          |            | -          |            |
|                      | DJL                         | -          |            | 11,16      | 3          | -         |           | -         |           | -         |           | -         |           | -          |            | -          |            | -          |            |
|                      | GN                          | -          |            | 7,4        | 2          | -         |           | -         |           | -         |           | -         |           | -          |            | -          |            | -          |            |
| Anderen(*)           | Anderen(*)                  | 1,38       | 0          | 2,01       | 0          | 2,26      | 0         | 4,48      | 0         | 3         | 0         | -         |           | 3,05       | 0          | 3,21       | 0          | -          |            |
| Totaal stemmen       | Totaal stemmen              | 23364      | 23364      | 21444      | 21444      | 20350     | 20350     | 19640     | 19640     | 21130     | 21130     | 22731     | 22731     | 21987      | 21987      | 22476      | 22476      | 21661      | 21661      |
| Opkomst %            | Opkomst %                   |            |            |            |            | 91,92     | 91,92     | 89,24     | 89,24     | 87,98     | 87,98     | 89,50     | 89,50     | 83,13      | 83,13      | 84,32      | 84,32      | 80,33      | 80,33      |
| Blanco en ongeldig % | Blanco en ongeldig %        | 4,43       | 4,43       | 5,76       | 5,76       | 6,23      | 6,23      | 5,36      | 5,36      | 5,86      | 5,86      | 6,27      | 6,27      | 6,88       | 6,88       | 7,43       | 7,43       | 8,87       | 8,87       |

(*) 1976: DIC (1,38%) / 1982: UPW (2,01%) / 1988: FWDP (0,31%), POS (0,20%), RW (1,75%) / 1994: FN (3,54%), UNIE (0,94%) / 2000: Bloc-W. (3%) / 2012: FDF (1,16%), Wallonie d'Abord! (1,89%) / 2018: DéFI (3,21%)

### Zustersteden
- Italië: Castelmauro
- Verenigd Koninkrijk: Kilmarnock
- Frankrijk: Alès

## Geboren of (ex-)inwoners
- Pepijn van Herstal (635 of 640-714), hofmeier van Austrasië, Neustrië en Bourgondië
- Karel Martel (686-741), hofmeier en hertog van de Franken
- John Browning (1855-1926), Amerikaans vuurwapenontwerper
- Arnold Delsupexhe (1859-1878), violist
- Armand Lepaffe (1908-1981), atleet
- José Happart (1947), politicus

## Trivia
De Nederlandse koning voert de adellijke titel Baron van Herstal. Zie Titels Nederlandse koninklijke familie.

## Nabijgelegen kernen
Vottem, Luik (Saint-Léonard), Jupille, Wandre, Vivegnis